# Швед, Александр Владиславович
Алекса́ндр Владисла́вович Швед (р. 12 октября 1966) — российский детский и юношеский тренер по волейболу.

## Биография
Окончил обнинскую школу № 8.
Воспитанник обнинской волейбольной школы, выпускник СДЮСШОР по волейболу Александра Савина.
Игрок 1 лиги «СКА».
Тренер СДЮСШОР по волейболу Александра Савина. Преподаёт в школе с конца 1980-х годов.
В 1989 году окончил Смоленскую государственную академию физической культуры, спорта и туризма.
С детской командой 1977 года рождения, своим первым выпуском, Александр Швед становился финалистом, призёром и победителем первенства России, всероссийских и международных детских и юношеских соревнований. Несколько воспитанников этого выпуска стали игроками профессиональных клубов.
Две детские команды, 1996 и 1997 года рождения, тренируемые Александром Шведом, в 2010 году попали в финал первенства России, стали неоднократными победителями всероссийских соревнований, выиграли международный турнир в Болгарии.
Кандидат в мастера спорта СССР.

## Известные ученики
- Дмитрий Федотов (р. 1983) — чемпион Европы, бронзовый призёр чемпионата мира.
- Алексей Большов — участник юношеских Олимпийских игр.
- Евгений Денисов — чемпион Европы, мира, Израиля, бронзовый призёр чемпионата России.
- Николай Харитонов (р. 1990) — обладатель Кубка ЕКВ, серебряный призёр чемпионата России (2012).